# Bertil Almgren (arkeolog)
Bertil Oscar Almgren, född 27 september 1918, död 4 mars 2011, var en svensk arkeolog. Han var son till Oscar Almgren.
Almgren var professor i nordisk och jämförande fornkunskap vid Uppsala universitet 1965–1984 efter Mårten Stenberger och efterträddes själv av Bo Gräslund. Hans forskning berörde främst stilteori, kronologisk källkritik och hällristningar. Bland Almgrens verk märks främst Bronsnycklar och djurornamentik (1955) och Die Datierung bronzezeitlicher Felszeichnungen in Westschweden (1987). 
Han var ledamot av Kungl. Vitterhets Historie och Antikvitets Akademien, Kungl. Gustaf Adolfs Akademien, Kungl. Vetenskapssocieteten i Uppsala, Kungl. Humanistiska Vetenskapssamfundet i Uppsala, Kungl. Vetenskapssamhället i Uppsala och Nathan Söderblom-Sällskapet. Han erhöll Gösta Berg-medaljen 1990.

## Författarskap
- Almgren, Bertil (1983). ”Helmets, crowns and warriors' dress – from the Roman emperors to the chieftans of Uppland”. i Lamm, Jan Peder & Nordstrom, Hans-Åke. Vendel Period Studies: transactions of the Boat-Grave Symposium in Stockholm, February 2–3, 1981. Studies – The Museum of National Antiquities, Stockholm. "2". Stockholm: Statens Historiska Museum. Sid. 11–16. ISBN 978-91-7192-547-3.